# Manel Vich i Sánchez
Manel Vich i Sánchez (Barcelona, 12 de març de 1938 - 29 d'abril de 2016) fou un locutor català, speaker oficial del FC Barcelona entre 1956 i 2016, encarregat de donar la benvinguda a l'estadi, cantar les alineacions i anunciar els canvis. Durant sis dècades només va fallar quatre vegades.
Es va fer soci del Barça el 7 de maig de 1953 i es va dedicar a la representació de comerç tèxtil. La seva principal afició va ser el FC Barcelona i el seu somni dedicar-se professionalment a la locució radiofònica que no va poder complir encara que va arribar a transmetre partits del Barça al programa La Veu de Catalunya, a Ràdio Hospitalet.
El 1956 va donar per primera vegada les alineacions al camp de Les Corts. Obligat pel franquisme, durant molts anys, Manel Vich va fer la seva locució en castellà. El 3 de setembre de 1972, va fer una petició en català per la megafonia durant un Barça-Deportivo: "S'ha perdut un nen. Es troba a la porta de Tribuna" fet que va provocar una airada reacció del ministre de Governació Tomás Garicano Goñi, qui era present a la Llotja, i no es va tornar a sentir el català a la megafonia del Camp Nou fins al 26 d'agost de 1975.